# Костас, Константино
Константино Костас (исп. Constantino Costas, греч. Κωνσταντίνος Κώστας; настоящее имя Иоаннис-Густаво Фергадис, (греч. Ιωάννης-Γκουστάβο Φεργάδης, исп. Ioannis-Gustavo Fergadis; род. 3 февраля 1955 года, Веракрус, Мексика) — известный мексиканский актёр греческого происхождения.

## Биография
Родился 3 февраля 1955 года в Веракрусе. С детства мечтал о актёрской карьере. Дебютировал в 1984 году и за это время принял участие в 26 работах в кино и продолжается сниматься и поныне. Российским зрителям Константино Костас известен по ролям Клементе Рейеса из культового сериала Просто Мария, Давида Орахалеса из сериала Ложь во спасение и Рафаэля из сериала Женские секреты. По состоянию на сегодняшний день Константино Костас состоит в штате новой мексиканской телекомпании-телестудии Origincfes Cadenatres.

## Фильмография

### Телесериалы и теленовеллы

#### Свыше 2-х сезонов
- 1985—2007 — Женщина, случай из реальной жизни (всего 22 сезона).

#### Televisa
- 1984 — Принцесса — Доктор Варгас.
- 1986-90 — Отмеченное время — Амадо.
- 1988 — Страсть и власть — Рохелио Монтенегро.
- 1989-90 — Просто Мария — Клементе Рейес (дубл. Сергей Паршин).
- 1989 — Великие воды
- 1993 — Каприз — Рубен.
- 1994 — Полёт орлицы — Эспиноза.
- 1994 — Кристальная империя — Уриель Гонсалес.
- 1996 — Ложь во спасение — Давид Грахалес.
- 1997 — Ураган — Вальтер Алькала.
- 1998 — Живу ради Елены — Доктор Хусто Сансимо.
- 1999 — Кандидат — Карлос Сагредо.

#### TV Azteca
- 2004-05 — Наследница

#### Origincfes Cadenatres
- 2011 — Восьмая заповедь — Игнасио Варгас Сальседо.
- 2013 — Фортуна — Дарио Касасола.
- 2013-14 — Ловушки желания — Фаусто Руис.

#### Telemundo
- 2012 — Алмазная роза — Родольфо Монтенегро.

#### Сериалы иных студий
- 2001 — Женские секреты — Рафаэль.
- 2002 — Несовместимые — Мигель.
- 2011 — Команда — Хосе Анхель Рейес Галеана.

### Фильмы
- 1991 — Игрок — Синурита.
- 1992 — Фильтрации
- 1994 — В ритме сальсо
- 1995 — Риф Алаграны — Давид.
- 2005 — Третий — Агент Гарсия.